# Llista de monuments de Torroella de Montgrí
Aquesta és una llista de monuments de Torroella de Montgrí inclosos en l'Inventari del Patrimoni Arquitectònic de Catalunya per al municipi de Torroella de Montgrí (Baix Empordà). Inclou els béns inscrits en el Registre de Béns Culturals d'Interès Nacional (BCIN) amb la classificació de monuments històrics, els béns culturals d'interès local (BCIL) de caràcter immoble i la resta de béns arquitectònics integrants del patrimoni cultural català.
| Monument                                                    | Protecció    | Estil/època                                 | Localització                                                                 | Coordenades                                            | Codi?         | Imatge |
| ----------------------------------------------------------- | ------------ | ------------------------------------------- | ---------------------------------------------------------------------------- | ------------------------------------------------------ | ------------- | --- |
| Castell del Montgrí, Castell de Santa Caterina              | BCIN 1659-MH | Gòtic XIII-XIV                              | Torroella de Montgrí                                                         | 42° 03′ 08″ N, 3° 07′ 54″ E / 42.05213°N,3.13163°E     | RI-51-0006126 | Castell de Montgrí (Torroella de Montgrí) · Vegeu més fotos d'aquest monument · Carregueu una nova foto d'aquest monument                             |
| Recinte murat de Torroella, Torre de les Bruixes            | BCIN 1660-MH | XIV-XV                                      | Torroella de Montgrí                                                         | 42° 02′ 36″ N, 3° 07′ 26″ E / 42.043259°N,3.124027°E   | RI-51-0006127 | Recinte murat de Torroella (Torroella de Montgrí) · Vegeu més fotos d'aquest monument · Carregueu una nova foto d'aquest monument                     |
| La Torre Moratxa                                            | BCIN 1661-MH | XIV-XV                                      | Torroella de Montgrí Al cim homònim al nord-nord-est del nucli de l'Estartit | 42° 03′ 20″ N, 3° 11′ 01″ E / 42.055691°N,3.183687°E   | RI-51-0006129 | La Torre Moratxa (Torroella de Montgrí) · Vegeu més fotos d'aquest monument · Carregueu una nova foto d'aquest monument                               |
| Torre Gran                                                  | BCIN 1662-MH | XVI                                         | Torroella de Montgrí                                                         | 42° 03′ 08″ N, 3° 10′ 15″ E / 42.052325°N,3.1707639°E  | RI-51-0006131 | Torre Gran (Torroella de Montgrí) · Vegeu més fotos d'aquest monument · Carregueu una nova foto d'aquest monument                                     |
| Torre Begura                                                | BCIN 1663-MH | XVI                                         | Torroella de Montgrí Prop de la ctra. de Torroella a l'Estartit              | 42° 02′ 27″ N, 3° 09′ 13″ E / 42.040880°N,3.1535222°E  | RI-51-0006130 | Torre Begura (Torroella de Montgrí) · Vegeu més fotos d'aquest monument · Carregueu una nova foto d'aquest monument                                   |
| Torre Martina, Torre Mirona                                 | BCIN 1664-MH | XVI-XVII                                    | Torroella de Montgrí                                                         | 42° 02′ 56″ N, 3° 09′ 38″ E / 42.049005°N,3.160559°E   | RI-51-0006133 | Torre Martina (Torroella de Montgrí) · Vegeu més fotos d'aquest monument · Carregueu una nova foto d'aquest monument                                  |
| La Quintaneta                                               | BCIN 1665-MH | XVI-XVII                                    | Torroella de Montgrí                                                         | 42° 02′ 49″ N, 3° 09′ 25″ E / 42.0468361°N,3.15705°E   | RI-51-0006132 | La Quintaneta (Torroella de Montgrí) · Vegeu més fotos d'aquest monument · Carregueu una nova foto d'aquest monument                                  |
| Torre Ferrana                                               | BCIN 1667-MH | XVI-XVII                                    | Torroella de Montgrí                                                         | 42° 04′ 59″ N, 3° 07′ 54″ E / 42.0830139°N,3.1317722°E | RI-51-0006135 | Torre Ferrana (Torroella de Montgrí) · Vegeu més fotos d'aquest monument · Carregueu una nova foto d'aquest monument                                  |
| Torre Ponça                                                 | BCIN 1668-MH | XVI-XVII                                    | Torroella de Montgrí                                                         | 42° 03′ 40″ N, 3° 11′ 19″ E / 42.0611333°N,3.1886611°E | RI-51-0006136 | Torre Ponça (Torroella de Montgrí) · Vegeu més fotos d'aquest monument · Carregueu una nova foto d'aquest monument                                    |
| Mas Ral                                                     | BCIN 3958-MH | XVI-XVII                                    | Torroella de Montgrí A la ctra. entre Torroella de Montgrí i l'Estartit      | 42° 02′ 45″ N, 3° 09′ 44″ E / 42.045845°N,3.162206°E   | IPA-7490      | Mas Ral (Torroella de Montgrí) · Vegeu més fotos d'aquest monument · Carregueu una nova foto d'aquest monument                                        |
| Torre dels Moscats                                          | BCIN 3962-MH | XVI-XVII                                    | Torroella de Montgrí                                                         | 42° 03′ 15″ N, 3° 09′ 01″ E / 42.054242°N,3.150225°E   | IPA-36446     | Torre dels Moscats (Torroella de Montgrí) · Vegeu més fotos d'aquest monument · Carregueu una nova foto d'aquest monument                             |
| Palau Solterra, Casa del Marquès de Robert                  |              | Historicisme, renaixement XV-XVI, XIX Final | Torroella de Montgrí                                                         | 42° 02′ 30″ N, 3° 07′ 34″ E / 42.04169°N,3.12614°E     | IPA-471       | Palau Solterra (Torroella de Montgrí) · Vegeu més fotos d'aquest monument · Carregueu una nova foto d'aquest monument                                 |
| Plaça Major                                                 |              | Obra popular XIV, XVI-XVII, XIX-XX          | Torroella de Montgrí Pl. de la Vila                                          | 42° 02′ 28″ N, 3° 07′ 34″ E / 42.041027°N,3.126094°E   | IPA-7441      | Plaça Major (Torroella de Montgrí) · Vegeu més fotos d'aquest monument · Carregueu una nova foto d'aquest monument                                    |
| Palau Reial, Casa Joaquim de Robert i de Carles, el Mirador |              | Gòtic XIII-XIV                              | Torroella de Montgrí Pg. de l'Església, 1                                    | 42° 02′ 36″ N, 3° 07′ 33″ E / 42.043267°N,3.125948°E   | IPA-7442      | Palau Reial (Torroella de Montgrí) · Vegeu més fotos d'aquest monument · Carregueu una nova foto d'aquest monument                                    |
| Convent de Sant Agustí, antigues Escoles Públiques          |              | Renaixement, barroc XVII                    | Torroella de Montgrí Pl. Espanya                                             | 42° 02′ 23″ N, 3° 07′ 30″ E / 42.039831°N,3.124961°E   | IPA-7443      | Convent de Sant Agustí (Torroella de Montgrí) · Vegeu més fotos d'aquest monument · Carregueu una nova foto d'aquest monument                         |
| Can Sastregener                                             |              | Gòtic, obra popular XV-XVI                  | Torroella de Montgrí C. de l'Església, 1                                     | 42° 02′ 29″ N, 3° 07′ 33″ E / 42.041262°N,3.125901°E   | IPA-7444      | Carregueu una nova foto d'aquest monument |
| Carrer de l'Església                                        |              | Obra popular                                | Torroella de Montgrí                                                         | 42° 02′ 31″ N, 3° 07′ 34″ E / 42.041829°N,3.125998°E   | IPA-7445      | Carrer de l'Església (Torroella de Montgrí) · Vegeu més fotos d'aquest monument · Carregueu una nova foto d'aquest monument                           |
| Carrer Major                                                |              |                                             | Torroella de Montgrí                                                         | 42° 02′ 26″ N, 3° 07′ 34″ E / 42.040595°N,3.125984°E   | IPA-7446      | Carrer Major (Torroella de Montgrí) · Vegeu més fotos d'aquest monument · Carregueu una nova foto d'aquest monument                                   |
| Can Marquès                                                 |              |                                             | Torroella de Montgrí C. Hospital, 40-42                                      | 42° 02′ 25″ N, 3° 07′ 36″ E / 42.040293°N,3.126600°E   | IPA-7449      | Carregueu una nova foto d'aquest monument |
| Habitatge al carrer Major, 18                               |              | Obra popular, gòtic tardà XVI               | Torroella de Montgrí C. Major, 18                                            | 42° 02′ 22″ N, 3° 07′ 34″ E / 42.039334°N,3.126114°E   | IPA-7450      | Carregueu una nova foto d'aquest monument |
| Can Quintana, actual Museu de la Mediterrània               |              | Obra popular, eclecticisme XV, XIX Inici    | Torroella de Montgrí C. Ullà, 29                                             | 42° 02′ 28″ N, 3° 07′ 28″ E / 42.041173°N,3.124535°E   | IPA-7451      | Can Quintana (Torroella de Montgrí) · Vegeu més fotos d'aquest monument · Carregueu una nova foto d'aquest monument                                   |
| Finestra de la capella dels Àngels del Mirador              |              | Renaixement XVI                             | Torroella de Montgrí Pg. de l'Església                                       | 42° 02′ 36″ N, 3° 07′ 33″ E / 42.043393°N,3.125748°E   | IPA-7456      | Finestra de la capella dels Àngels del Mirador (Torroella de Montgrí) · Vegeu més fotos d'aquest monument · Carregueu una nova foto d'aquest monument |
| Finestra del Mas del Pou                                    |              | Gòtic tardà, obra popular XV-XVI            | Torroella de Montgrí Pl. Pintor Mascort                                      | 42° 02′ 32″ N, 3° 07′ 32″ E / 42.042131°N,3.125516°E   | IPA-7457      | Finestra del Mas del Pou (Torroella de Montgrí) · Vegeu més fotos d'aquest monument · Carregueu una nova foto d'aquest monument                       |
| Masia de la Torre Begura                                    |              | Gòtic tardà, obra popular XV-XVI            | Torroella de Montgrí Prop de la ctra. de Torroella a l'Estartit              | 42° 02′ 27″ N, 3° 09′ 13″ E / 42.040955°N,3.153533°E   | IPA-7458      | Masia de la Torre Begura (Torroella de Montgrí) · Carregueu una nova foto d'aquest monument                                                           |
| Font de la capella de Sant Antoni, Font dels Gossos         |              | XVIII                                       | Torroella de Montgrí Mur al migdia de la capella de Sant Antoni              | 42° 02′ 27″ N, 3° 07′ 34″ E / 42.040951°N,3.126232°E   | IPA-7459      | Font de la capella de Sant Antoni (Torroella de Montgrí) · Vegeu més fotos d'aquest monument · Carregueu una nova foto d'aquest monument              |
| Capella del Roser                                           |              | Obra popular XVI                            | Torroella de Montgrí C. Josep Carner                                         | 42° 02′ 41″ N, 3° 07′ 21″ E / 42.044788°N,3.122507°E   | IPA-7460      | Capella del Roser (Torroella de Montgrí) · Vegeu més fotos d'aquest monument · Carregueu una nova foto d'aquest monument                              |
| Casa al carrer de l'Església cantonada carrer de Verdaguer  |              | Gòtic tardà, obra popular XVI               | Torroella de Montgrí C. de l'Església - c. de Mossèn J. Verdaguer            | 42° 02′ 32″ N, 3° 07′ 34″ E / 42.042302°N,3.125987°E   | IPA-7461      | Carregueu una nova foto d'aquest monument |
| Can Castells                                                |              | Gòtic tardà, obra popular XIV               | Torroella de Montgrí Pl. de la Vila, 6                                       | 42° 02′ 27″ N, 3° 07′ 33″ E / 42.040965°N,3.125930°E   | IPA-7462      | Carregueu una nova foto d'aquest monument |
| Font pública                                                |              | Neoclassicisme XIX                          | Torroella de Montgrí Pg. de l'Església                                       | 42° 02′ 34″ N, 3° 07′ 34″ E / 42.042788°N,3.126121°E   | IPA-7463      | Font pública del passeig de l'Església (Torroella de Montgrí) · Vegeu més fotos d'aquest monument · Carregueu una nova foto d'aquest monument         |
| Font pública                                                |              | Neoclassicisme XIX                          | Torroella de Montgrí Pg. de Vicenç Bou                                       | 42° 02′ 19″ N, 3° 07′ 35″ E / 42.038597°N,3.126379°E   | IPA-7464      | Font pública del passeig Vicenç Bou (Torroella de Montgrí) · Vegeu més fotos d'aquest monument · Carregueu una nova foto d'aquest monument            |
| Pastisseria Batlle, Can Batlle                              |              | Noucentisme XX                              | Torroella de Montgrí C. Ullà, 6                                              | 42° 02′ 28″ N, 3° 07′ 32″ E / 42.041172°N,3.125617°E   | IPA-7465      | Pastisseria Batlle (Torroella de Montgrí) · Vegeu més fotos d'aquest monument · Carregueu una nova foto d'aquest monument                             |
| Edifici d'apartaments Garbí                                 |              | Darreres tendències XX Final                | Torroella de Montgrí C. Gambina - c. Illes Medes                             | 42° 03′ 17″ N, 3° 12′ 20″ E / 42.054612°N,3.205641°E   | IPA-7466      | Carregueu una nova foto d'aquest monument |
| Casa Salieti, Can Passerini, Restaurant Robert              |              | Noucentisme Rafael Masó i Valentí XX (1918) | Torroella de Montgrí Pg. Marítim, 59 - l'Estartit                            | 42° 03′ 15″ N, 3° 12′ 00″ E / 42.054199°N,3.199911°E   | IPA-7467      | Casa Salieti (Torroella de Montgrí) · Vegeu més fotos d'aquest monument · Carregueu una nova foto d'aquest monument                                   |
| Cases d'en Joan i Pere Marquès, Cases d'Americano           |              | XIX                                         | Torroella de Montgrí C. Santa Anna, 24-26, l'Estartit                        | 42° 03′ 19″ N, 3° 12′ 08″ E / 42.055344°N,3.202199°E   | IPA-7468      | Cases d'en Joan i Pere Marquès (Torroella de Montgrí) · Carregueu una nova foto d'aquest monument                                                     |
| Habitatge al carrer de l'Església, 9                        |              | Eclecticisme XIX                            | Torroella de Montgrí C. Església, 9                                          | 42° 02′ 29″ N, 3° 07′ 33″ E / 42.041496°N,3.125956°E   | IPA-7469      | Carregueu una nova foto d'aquest monument |
| Casal                                                       |              | Obra popular XIX                            | Torroella de Montgrí C. Sant Genís, 2                                        | 42° 02′ 36″ N, 3° 07′ 35″ E / 42.043356°N,3.126522°E   | IPA-7470      | Carregueu una nova foto d'aquest monument |
| Cinema Montgrí                                              |              | Art Déco XX                                 | Torroella de Montgrí C. Codina, 28                                           | 42° 02′ 31″ N, 3° 07′ 31″ E / 42.041852°N,3.125219°E   | IPA-7471      | Carregueu una nova foto d'aquest monument |
| Pou del carrer del Jou                                      |              | XVII                                        | Torroella de Montgrí C. del Carme - c. del Jou                               | 42° 02′ 26″ N, 3° 07′ 38″ E / 42.040419°N,3.127313°E   | IPA-7472      | Pou del carrer del Jou (Torroella de Montgrí) · Vegeu més fotos d'aquest monument · Carregueu una nova foto d'aquest monument                         |
| Pou del carrer del Mar                                      |              | XVII                                        | Torroella de Montgrí C. del Mar                                              | 42° 02′ 33″ N, 3° 07′ 39″ E / 42.042365°N,3.127396°E   | IPA-7473      | Pou del carrer del Mar (Torroella de Montgrí) · Vegeu més fotos d'aquest monument · Carregueu una nova foto d'aquest monument                         |
| Santa Maria dels Masos, Santa Maria del Mar                 |              | Obra popular XVI-XVII                       | Torroella de Montgrí Camping Castell Montgrí                                 | 42° 03′ 03″ N, 3° 10′ 40″ E / 42.050800°N,3.177871°E   | IPA-7474      | Santa Maria dels Masos (Torroella de Montgrí) · Vegeu més fotos d'aquest monument · Carregueu una nova foto d'aquest monument                         |
| Església de Santa Maria del Palau                           |              | Romànic, gòtic XIII-XIV                     | Torroella de Montgrí El Palau                                                | 42° 05′ 39″ N, 3° 08′ 35″ E / 42.094080°N,3.143002°E   | IPA-7475      | Església de Santa Maria del Palau (Torroella de Montgrí) · Vegeu més fotos d'aquest monument · Carregueu una nova foto d'aquest monument              |
| Església de Santa Anna                                      |              | Historicisme XX Inici                       | Torroella de Montgrí l'Estartit                                              | 42° 03′ 20″ N, 3° 11′ 57″ E / 42.055471°N,3.199106°E   | IPA-7476      | Església de Santa Anna (Torroella de Montgrí) · Vegeu més fotos d'aquest monument · Carregueu una nova foto d'aquest monument                         |
| Habitatge al carrer Ramon Boy, 5                            |              | Eclecticisme XIX-XX                         | Torroella de Montgrí C. Ramon Boy, 5                                         | 42° 02′ 29″ N, 3° 07′ 43″ E / 42.041409°N,3.128493°E   | IPA-7477      | Carregueu una nova foto d'aquest monument |
| Can Marull                                                  |              | Eclecticisme XIX-XX                         | Torroella de Montgrí C. Ramon Boy, 21                                        | 42° 02′ 30″ N, 3° 07′ 48″ E / 42.041560°N,3.129913°E   | IPA-7478      | Carregueu una nova foto d'aquest monument |
| Casa Sanant                                                 |              | Obra popular, gòtic-renaixement XVI-XVIII   | Torroella de Montgrí C. Major, 22                                            | 42° 02′ 22″ N, 3° 07′ 34″ E / 42.039385°N,3.126073°E   | IPA-7479      | Casa Sanant (Torroella de Montgrí) · Vegeu més fotos d'aquest monument · Carregueu una nova foto d'aquest monument                                    |
| Can Bataller                                                |              | Gòtic-renaixement, obra popular XVI-XVIII   | Torroella de Montgrí C. de l'Església, 19                                    | 42° 02′ 31″ N, 3° 07′ 33″ E / 42.042074°N,3.125915°E   | IPA-7480      | Carregueu una nova foto d'aquest monument |
| Habitatge a la plaça de la Vila, 12                         |              | Obra popular, renaixement XVI-XVIII         | Torroella de Montgrí Pl. de la Vila, 12                                      | 42° 02′ 28″ N, 3° 07′ 34″ E / 42.041239°N,3.126106°E   | IPA-7481      | Habitatge a la plaça de la Vila, 12 (Torroella de Montgrí) · Vegeu més fotos d'aquest monument · Carregueu una nova foto d'aquest monument            |
| Casa Hospital                                               |              | Gòtic-renaixement, obra popular XVI-XVII    | Torroella de Montgrí C. Major, 41                                            | 42° 02′ 25″ N, 3° 07′ 33″ E / 42.040226°N,3.125874°E   | IPA-7482      | Casa Hospital (Torroella de Montgrí) · Vegeu més fotos d'aquest monument · Carregueu una nova foto d'aquest monument                                  |
| Casa Seguer                                                 |              | Renaixement, obra popular XVI               | Torroella de Montgrí C. de l'Església, 31                                    | 42° 02′ 33″ N, 3° 07′ 34″ E / 42.042518°N,3.126030°E   | IPA-7483      | Carregueu una nova foto d'aquest monument |
| Museu del Montgrí i del Baix Ter, antiga Casa Pastors       |              | Gòtic, gòtic tardà, obra popular XV-XVI     | Torroella de Montgrí C. Major, 31                                            | 42° 02′ 24″ N, 3° 07′ 33″ E / 42.039875°N,3.125916°E   | IPA-7484      | Museu del Montgrí i del Baix Ter (Torroella de Montgrí) · Vegeu més fotos d'aquest monument · Carregueu una nova foto d'aquest monument               |
| Antic Hospital de Pobres i Malalts                          |              | Barroc XVII-XVIII                           | Torroella de Montgrí C. de l'Hospital                                        | 42° 02′ 19″ N, 3° 07′ 37″ E / 42.038700°N,3.126905°E   | IPA-7485      | Antic Hospital de Pobres i Malalts (Torroella de Montgrí) · Vegeu més fotos d'aquest monument · Carregueu una nova foto d'aquest monument             |
| Casa de la Vila                                             |              | Renaixement XVI                             | Torroella de Montgrí Pl. de la Vila                                          | 42° 02′ 28″ N, 3° 07′ 35″ E / 42.041063°N,3.126281°E   | IPA-7486      | Casa de la Vila (Torroella de Montgrí) · Vegeu més fotos d'aquest monument · Carregueu una nova foto d'aquest monument                                |
| Capella de Sant Antoni                                      |              | XIII-XIV, XVIII                             | Torroella de Montgrí Pl. de la Vila                                          | 42° 02′ 27″ N, 3° 07′ 35″ E / 42.040970°N,3.126302°E   | IPA-7487      | Capella de Sant Antoni (Torroella de Montgrí) · Vegeu més fotos d'aquest monument · Carregueu una nova foto d'aquest monument                         |
| Ermita de Santa Caterina                                    |              | Gòtic tardà, barroc XIV-XV, XVII-XVIII      | Torroella de Montgrí Vessant nord del Montgrí                                | 42° 03′ 29″ N, 3° 08′ 04″ E / 42.058114°N,3.134449°E   | IPA-7488      | Ermita de Santa Caterina (Torroella de Montgrí) · Vegeu més fotos d'aquest monument · Carregueu una nova foto d'aquest monument                       |
| Església parroquial de Sant Genís                           |              | Gòtic, barroc XIV-XVIII                     | Torroella de Montgrí Pl. de Sant Genís                                       | 42° 02′ 37″ N, 3° 07′ 34″ E / 42.043524°N,3.126111°E   | IPA-7489      | Església parroquial de Sant Genís (Torroella de Montgrí) · Vegeu més fotos d'aquest monument · Carregueu una nova foto d'aquest monument              |
| Casa-bungalow Bosch-Sans                                    |              | Darreres tendències XX                      | Torroella de Montgrí C. Fondo, 9                                             | 42° 07′ N, 3° 10′ E / 42.11°N,3.17°E                   | IPA-38399     | Carregueu una nova foto d'aquest monument |
| Mina d'aigua del Palau lo Mirador - Can Quintana            | BCIL 2012    | Obra popular XIV                            | Torroella de Montgrí                                                         |                                                        | IPA-40693     | Mina d'aigua del Palau lo Mirador (Torroella de Montgrí) · Vegeu més fotos d'aquest monument · Carregueu una nova foto d'aquest monument              |
| Club Nàutic l'Estartit                                      |              | Darreres tendències XX                      | Torroella de Montgrí Port de l'Estartit                                      | 42° 03′ 15″ N, 3° 12′ 17″ E / 42.05419°N,3.20479°E     | IPA-46541     | Club Nàutic l'Estartit (Torroella de Montgrí) · Vegeu més fotos d'aquest monument · Carregueu una nova foto d'aquest monument                         |
| El Guix de la Meda                                          |              | Darreres tendències XX                      | Torroella de Montgrí C. Cap de la Barra, 31, l'Estartit                      | 42° 03′ 13″ N, 3° 12′ 35″ E / 42.05369°N,3.20972°E     | IPA-46543     | El Guix de la Meda (Torroella de Montgrí) · Vegeu més fotos d'aquest monument · Carregueu una nova foto d'aquest monument                             |
| Casa Masó, antiga presó                                     |              | Noucentisme XX                              | Torroella de Montgrí Av. Lluís Companys, 51                                  | 42° 02′ 38″ N, 3° 07′ 32″ E / 42.04396°N,3.12545°E     | IPA-54163     | Carregueu una nova foto d'aquest monument |